# أرزقي براقي
أرزقي براقي هو مسؤول سامي ووزير جزائري في حكومة جراد.

## سيرة
ولد يوم 08 مارس 1965 بالقبة. هو مهندس دولة في الهندسة المدنية تخصص بناء وتهيئة هيدروليكية. وتحصل على شهادة ماستر في التسيير وإدارة الأعمال.
قضى كل مساره المهني بالوكالة الوطنية للسدود والتحويلات إلى غاية تقلده منصب المدير العام منذ شهر جوان 2015.

## الخبرة المهنية
شارك ارزقي براقي خلال  مساره المهني الطويل في كل المراحل الحاسمة لميلاد وشيد أكثر من 40 سد عبر كامل التراب الوطني سواء من خلال التحقيقات الأولية، رفع القيود، إعادة الإسكان ومعدات الدعم المختلفة، انجاز أنفاق الطرق والأنفاق الهيدروليكية، مكافحة التوحّل وإدارة المخاطر الزلزالية. وقد كانت السنوات العشرة التي قضاها بين مختلف ورشات ومواقع البناء رائدة في حياته المهنية.[بحاجة لمصدر]
كما مكّنه المنصب الذي اعتلاه سنة 2001 على رأس مديرية المراقبة، الصيانة واستغلال البنى التحتية للتعبئة وتحويل المياه السطحية في اثراء خبرته المهنية كونها تجربة لا يمكن الإستغناء عنها.